# 第303施設隊
第303施設隊（だいさんまるさんしせつたい）は、陸上自衛隊和歌山駐屯地（和歌山県日高郡美浜町）に駐屯していた第7施設群隷下の施設科部隊で2004年（平成16年） 3月27日に第304水際障害中隊に改編された。

## 概要
1993年（平成5年）3月の第4施設団改編時に第323地区施設隊を廃止し、第303施設隊に改編し、第7施設群に編合。第303施設隊長が和歌山駐屯地司令を兼務していた。2004年（平成16年）3月の第4施設団改編時に第304水際障害中隊に改編された。第304水際障害中隊長が和歌山駐屯地司令を兼務する。

## 沿革
第323地区施設隊
- 1962年（昭和37年）：
  - 1月18日：第323地区施設隊が大久保駐屯地に新編。
  - 10月10日：第323地区施設隊が大久保駐屯地から和歌山分屯地に移駐。
- 1973年（昭和48年）3月27日：第323地区施設隊が第7施設群隷下に編合。
- 1993年（平成 5年）3月29日：第323地区施設隊（和歌山分屯地）を廃止。

第303施設隊
- 1993年（平成05年） 3月30日：第303施設隊を和歌山分屯地に新編し、第7施設群隷下に編合。
- 2004年（平成16年） 3月26日：第303施設隊（和歌山分屯地）を廃止。

第304水際障害中隊「304水」
- 2004年（平成16年） 3月27日：

1. 第304水際障害中隊を和歌山分屯地に新編し、第7施設群隷下に編合。
2. 後方支援体制移行に伴い、整備部門を中部方面後方支援隊第104施設直接支援大隊第2直接支援中隊和歌山派遣隊に移管。

- 2019年（平成31年）3月26日：

1. 第304水際障害中隊が第7施設群隷下から第4施設団直轄に隷属替え。
2. 団直轄化により支援部隊が、中部方面後方支援隊第104施設直接支援大隊整備隊和歌山派遣隊に変更。

　以降の沿革は第4施設団参照してください。

## 整備支援部隊
- 中部方面後方支援隊第104施設直接支援大隊第2直接支援中隊和歌山派遣隊「104施直支-2」（和歌山分屯地）：2004年（平成16年） 3月27日から2019年（平成31年）3月25日の間。
- 中部方面後方支援隊第104施設直接支援大隊整備隊和歌山派遣隊「104施直支-整」（和歌山分屯地）：2019年（平成31年）3月26日から